# Маах
Маах (също изписван на гръцки: Μαχές, Μιχός, Μίυσις, Μίος или Μάιχες) е древноегипетски бог на войната с глава на лъв, чието име означава „този, който е верен до нея“. Считан е за син на бога-творец Птах и на котешката богиня (Баст в Долен Египет или Сехмет в Горен Египет), чиято природа споделя. Маах е божество, свързано с войната, защитата и времето, а също така и с ножовете, лотосите и поглъщащите пленници. Неговият култ е съсредоточен в Тарему и Пер-Баст, култовите центрове съответно на Сехмет и Баст.

## Име
Името на Маах започва с йероглифите за лъв, въпреки че само по себе си означава също и „този, който може да вижда напред“. Някои от титлите на Маах са „Властелинът на клането“, „Повелителят на ножа“ и „Аленият господар“.

## Произход
Първото записано споменаване на Маах е от Новото царство. Някои египтолози предполагат, че Маах е от чужд произход; има известни доказателства, че той може да е идентичен с бога-лъв Апедемак, почитан в Нубия и западната пустиня на Египет.
Маах е считан за син на Ра и на котешката богиня Баст или на Сехмет. Понякога е идентифициран с друг син на Сехмет, Нефертум. Според легендата Маах се е борил с главния враг на Ра, змията Апофис, по време на нощното пътуване на Ра.
Поради мощта, която притежавали, котешките божества са свързвани с фараоните и така станали покровители на Египет. Йероглифът за лъв е използван в думи като „принц“, „сила“ и „мощ“.

## Изобразявания
Маах е изобразяван като мъж с глава на лъв, понякога държащ нож и букет от лотосови цветя като препратка към връзката му с Нефертум, чийто символ е лотосът.

## Свещени животни
Укротени лъвове са били държани в храм, посветен на Маах в Тарему, където е почитана Баст/Сехмет, като неговият храм е бил в съседство с този на богинята. Древногръцкият историк Елиан пише: „В Египет се покланят на лъвове и има град, наречен на тях. (...) Лъвовете имат храмове и множество пространства, из които да бродят; всеки ден им се доставя месо от волове (...) и лъвовете ядат под съпровода на песни на египетски език.“ По този начин градът се сдобива със своето гръцкото име Леонтополис. 